# Astraea praetervisa
Astraea praetervisa là một loài thực vật có hoa trong họ Đại kích. Loài này được (Müll.Arg.) P.E.Berry mô tả khoa học đầu tiên năm 2005.